# Trotro
De trotro is een minibus als openbaar vervoer in Ghana. Hij wordt vooral gebruikt voor regionaal verkeer (afstanden van minder dan honderd kilometer). Meestal worden trotro's volgepropt met te veel passagiers en zijn ze oud en enigszins krakkemikkig. De bagage wordt meestal op het dak vastgebonden.